# アカイシサンショウウオ
アカイシサンショウウオ (Hynobius katoi) は、両生綱有尾目サンショウウオ科サンショウウオ属に分類される有尾類。

## 分布
日本（静岡県北西部＜静岡市、島田市旧川根町、浜松市旧水窪町、藤枝市＞・長野県南東部＜飯田市旧南信濃村＞の赤石山脈）
模式標本の産地（模式産地）は高根山（藤枝市）。多くの分布域はヒダサンショウウオと重複する。

## 形態
全長9.2 - 11.7センチメートル。背面は紫褐色で、銀白色の斑点が入る個体もいる。腹面は淡褐色で喉に斑紋が入る。腹面に斑紋はほとんど入らないとされるが、2014年に静岡市興津川流域で採集された個体は腹面に銀白色の斑点が密に入っていた例もある。尾は円筒形だが、先端は側扁する。
鋤骨歯列は浅いアルファベットの「U」字状。後肢の趾は4 - 5本で、第5趾は短いか第5趾がない個体もいる。

## 分類
1978年に静岡県で加藤真によってヒダサンショウウオと共に採集されたが、鋤骨歯列は当時は西日本に分布するとされていたブチサンショウウオに類似していたものの斑紋はヒダサンショウウオ・ブチサンショウウオのいずれとも異なっていた。国領康弘・見澤康充両名の調査により、後に複数の個体が採集された。形態が明らかに異なることや複数のサンプルが揃ったことで酵素蛋白の電気泳動解析が行われ、その解析結果から2004年に新種として記載された。種小名katoiは、本種を初めて採集した加藤真への献名。

## 生態
標高500 - 1,200メートルにある針広混交林内を流れる小渓流の周辺にある礫が多い斜面でのみ発見されている。それ以前から知られてはいたが、ヒダサンショウウオの無斑形と見なされていた。生息地では、ヒダサンショウウオもほぼ同所的に生息しており、他にハコネサンショウウオも生息する。
野生下での卵や幼生の発見例はないが、渓流の源流周辺にある伏流水の中で産卵すると考えられている。抱卵メスの発見例から4 - 5月に産卵すると考えられている。9 - 13個の大型の卵を抱卵していた例がある。

## 人間との関係
山地森林に生息するため生息環境は比較的安定しているが、分布が限定的であること、生息地での道路建設・森林伐採・河川改修による影響、およびそれらによる水質汚濁・地下水流の変化、ペット用の乱獲などが懸念されている。2009年現在静岡県では絶滅危惧IB類、長野県では絶滅危惧IA類に掲載されている。2014年現在では長野県で指定希少野生動植物種に指定されている。
絶滅危惧IB類 (EN)（環境省レッドリスト）